# فريديريك نيماير
فريديريك نيماير (بالإنجليزية: Frédéric Niemeyer)‏ مواليد 24 أبريل 1976 في نيو برونزويك، هو لاعب كرة مضرب كندي سابق بدأ مسيرته كمحترف سنة 1998 وكان يلعب باليد اليمنى، اعتزل اللعب في 2009. أعلى تصنيف له في الفردي كان المركز الـ 134 في سنة 2004. سبق أن شارك في دورة الألعاب الأولمبية الصيفية.

## روابط خارجية
- فريديريك نيماير على موقع رابطة محترفي التنس (الإنجليزية)
- فريديريك نيماير على موقع الاتحاد الدولي لكرة المضرب (الإنجليزية)
- فريديريك نيماير على موقع كأس ديفيز (الإنجليزية)
- فريديريك نيماير على موقع خلاصة التنس.كوم (الإنجليزية)
- فريديريك نيماير على موقع أوليمبيديا (الإنجليزية)
- فريديريك نيماير على موقع اللجنة الأولمبية الكندية (الإنجليزية)